# Makanaduku, Kudligi
Makanaduku là một làng thuộc tehsil Kudligi, huyện Bellary, bang Karnataka, Ấn Độ.